# Casa rectoral d'Òrrius
La Casa rectoral d'Òrrius és una obra d'Òrrius (Maresme) inclosa a l'Inventari del Patrimoni Arquitectònic de Catalunya.

## Descripció
Edifici de planta quadrada format per una planta baixa i pis. La coberta és a dues aigües. Està enganxada a l'església parroquial de Sant Andreu d'Òrrius. A la planta baixa hi trobem un portal d'entrada rodó i dues finestres a cada costat amb llinda recta, a sobre del portal hi ha un balcó i dues finestres. Ha sofert transformacions però encara es poden veure restes del seu origen.